# Andrew Miller (Autor, 1960)

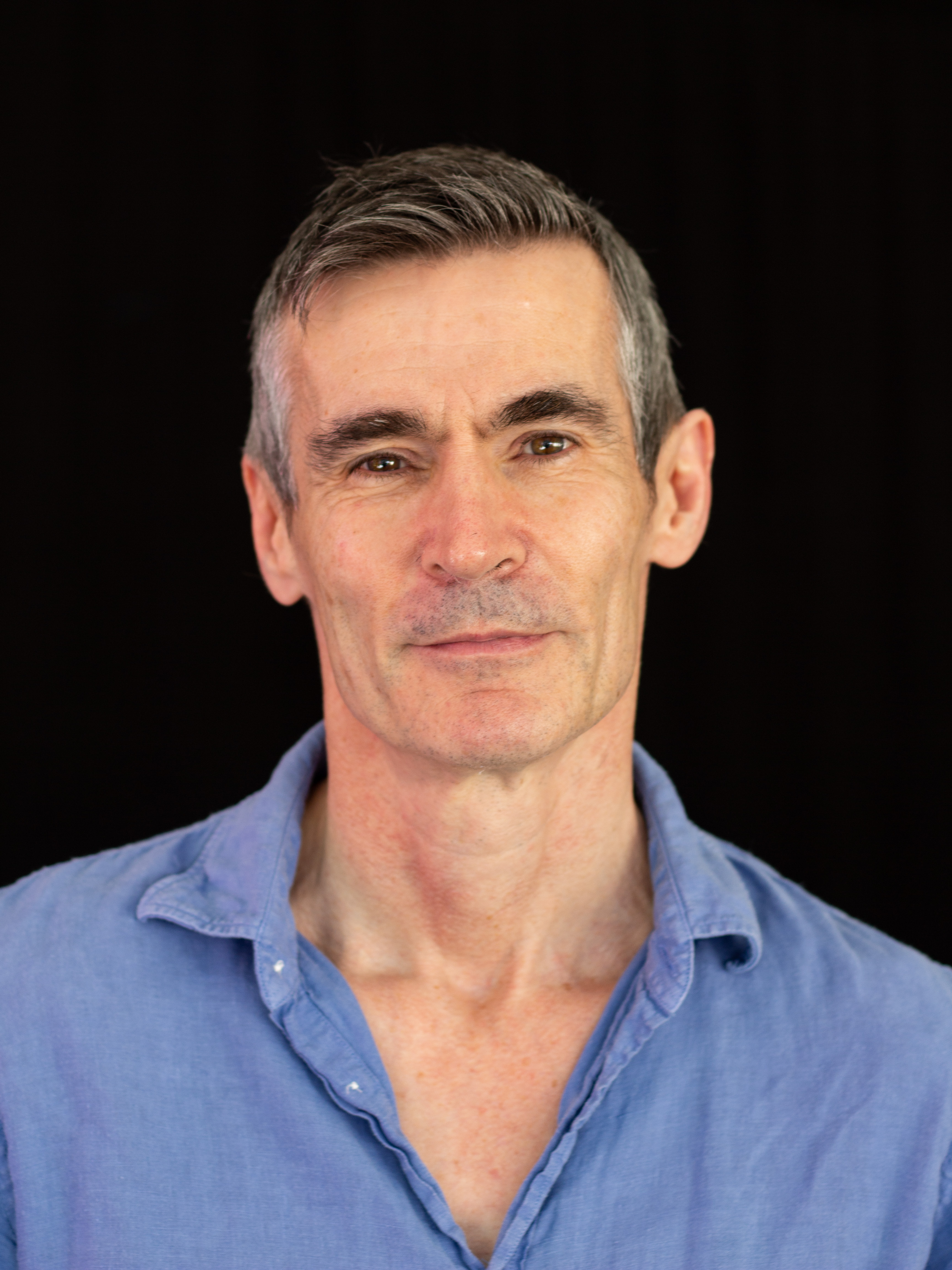
Andrew Miller (2019)

Andrew Miller (* 29. April 1960 in Bristol) ist ein britischer Romanautor. Er ist nicht zu verwechseln mit dem 1974 geborenen Namensvetter, der unter dem Namen A. D. Miller veröffentlicht.
Miller studierte Creative Writing an der University of East Anglia in Norwich und an der Lancaster University.
Er wurde 1997 für sein Debüt Die Gabe des Schmerzes, einen Entwicklungsroman über einen Wundarzt im 18. Jahrhundert, der keinen Schmerz empfindet, mehrfach ausgezeichnet. Alle seine Romane wurden ins Deutsche übersetzt. Miller lebt in Somerset.

## Werke
- Ingenious Pain, 1997
  - Die Gabe des Schmerzes, dt. von Nikolaus Stingl, Zsolnay, Wien 1998. ISBN 3-552-04884-7
- Casanova, 1998
  - Eine kleine Geschichte, die meist von der Liebe handelt, dt. von Nikolaus Stingl, Zsolnay, Wien 2000. ISBN 3-552-04984-3
- Oxygen, 2001
  - Zehn oder fünfzehn der glücklichsten Momente des Lebens, dt. von Nikolaus Stingl, Zsolnay, Wien 2003. ISBN 3-552-05223-2
- The Optimists, 2005
  - Die Optimisten, dt. von Nikolaus Stingl, Zsolnay, Wien 2007. ISBN 3-552-05401-4
- One Morning Like a Bird, 2008
  - Nach dem großen Beben, dt. von Nikolaus Stingl, Zsolnay, Wien 2010. ISBN 978-3-552-05512-4
- Pure, 2011
  - Friedhof der Unschuldigen, dt. von Nikolaus Stingl, Zsolnay, Wien 2013. ISBN 978-3-552-05657-2
- The Crossing. Sceptre, 2015
  - Nachts ist das Meer nur ein Geräusch, dt. von Nikolaus Stingl, Zsolnay, Wien 2017. ISBN 978-3-552-05818-7
- Now We Shall Be Entirely Free. Sceptre, 2018 Die Korrektur der Vergangenheit, dt. von Nikolaus Stingl, Zsolnay, Wien 2023. ISBN 978-3-552-07338-8
- The Land in Winter. Sceptre, 2024

## Auszeichnungen
- 1997 James Tait Black Memorial Prize für Ingenious Pain
- 1999 International IMPAC Dublin Literary Award für Ingenious Pain
- 2011 Costa Book of the Year für Pure
- 2012 Nominierung für den Walter Scott Prize für Pure